# Balarama

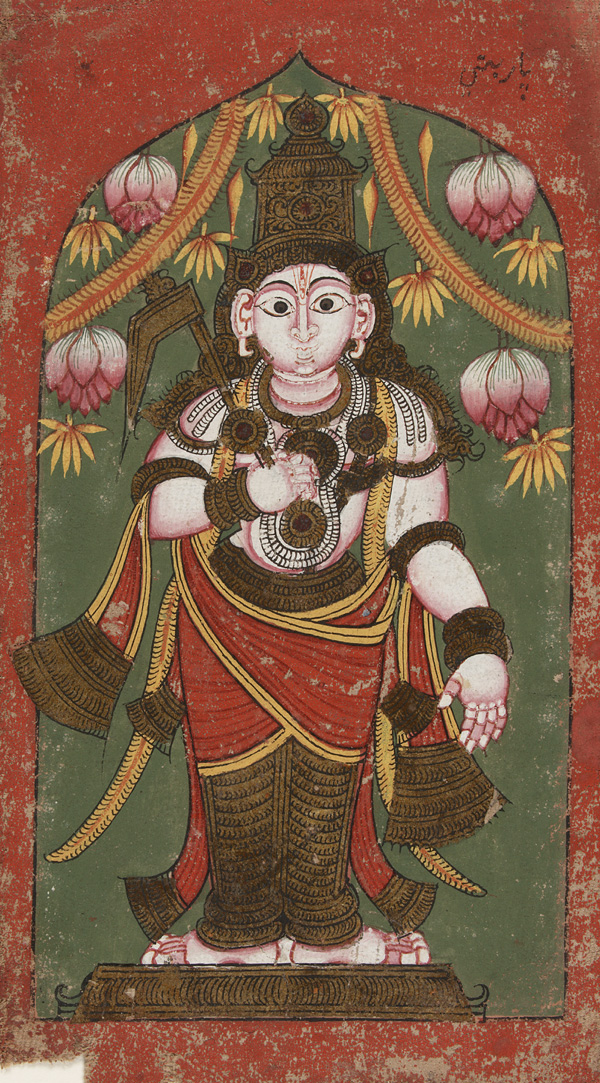
Balarama

Balarama (बलराम, Balarāma) var i indisk mytologi en avatar av Vishnu, bror till Krishna.